# Stare Żukowice
Stare Żukowice est une localité polonaise de la gmina de Lisia Góra, située dans le powiat de Tarnów en voïvodie de Petite-Pologne.